# Gumukrejo
Gumukrejo is een bestuurslaag in het regentschap Boyolali van de provincie Midden-Java, Indonesië. Gumukrejo telt 2335 inwoners (volkstelling 2010).